# 굴포천
굴포천(掘浦川)은 인천광역시 부평구 부평동 만월산 칠성약수터에서 발원하여 경기도 김포시 고촌읍 전호리에서 한강과 합류하는 하천이다. 부평구청 앞에서 산곡천이 합류하는 지점부터 한강으로 유입되는 지점까지의 구간은 대한민국의 국가하천으로 지정되어 관리된다. 현재는 도시 개발에 의해 복개되거나 직강화된 구간이 많다.

## 이름
| Daedongyeojido (Gyujanggak) 13-05.jpg | Daedongyeojido (Gyujanggak) 13-04.jpg |
|                                       |                                       |

원래는 발원지인 칠성약수터부터 목수통까지를 원통천(圓通川), 목수통에서 현재의 평동 일대까지를 직포천(直浦川), 평동부터 한강까지를 굴포(掘浦)라고 불렀다. 그러나 현재는 이 모든 구간 전체가 ‘굴포천’이라는 이름으로 인식되는 실정이다. ‘굴포’는 ‘흙을 파낸 개울’이라는 뜻이며, ‘직포천’은 조선 중종 때에 굴착과 직강화가 있었음을 암시하는 이름이다.
1698년경의 《부평부읍지》에는 “직포는 도호부의 동쪽 십 리 되는 곳에 있는데, 적유산(狄踰山)에서 나오고 동쪽으로 흘러 양천현 북포로 들어간다.”, “대교천은 도호부의 동쪽 칠 리 되는 곳에 있는데, 원래 원적산에서 나온다. 북쪽으로 흘러 직포(直浦)라 하고, 김포군을 지날 때 굴포(掘浦)라 하는데, 제법진(濟法津)으로 들어간다.”, “대교는 도호부의 동쪽 십 리 되는 직포에 있는데, 돌로 홍예(虹霓)다리를 만들었으며, 세 칸이다.”라고 기록되어 있다. 직포와 대교천(大橋川)에 관하여 《신증동국여지승람》(1530)과 《여지도서》(1700년대)에도 동일한 내용이 있다. 그 밖에 ‘큰 개울’이라는 의미의 한내로 불리기도 하였다.
1911년경의 《조선지지자료》에는 경기도 부평군 당산면 동양리(현 계양구 동양동) 당미다리ᄀᆡ(堂山橋川), 경기도 부평군 당산면 평리(현 계양구 평동) 웃벌말ᄂᆡ(上野里川), 아레벌말ᄂᆡ(下野里川), 평리ᄀᆡ(坪里川)라는 지명이 기록되어 있다. 이는 지리상 모두 굴포천을 가리키는 것으로 추정된다. 또한 《조선지지자료》에는 경기도 부평군 동소정면 대정리(大井里, 현 부평구 부평동) 원통ᄂᆡ(圓通川)라는 지명도 적혀 있으며, 이는 원통천과 일치한다.

## 역사

### 중세
순조 때의 문헌인 《만기요람》에 의하면 고려 고종 때, 강화도와 김포 사이의 수로인 손돌목(孫乭項)이 험하여 배가 지나기 어렵자 그곳을 우회하고자 최이(崔怡)가 김포에서 부평을 지나 황해로 바로 이어지는 일종의 운하 건설을 계획하였다. 그러나 이 계획은 훗날 원통이고개라 불리게 되는 만월산 기슭의 화강암 암반지대를 굴착할 기술이 부족하여 실패하였다.
조선 중종 때 우의정이던 김안로 역시 한강에서 시작하여 부평 방향으로 40리 가량을 굴착하였으나, 원통이고개에 이르러 실패하여 황해까지 수로를 연결하지는 못하였다. 이때 “이 고개가 아니면 물길을 낼 수 있었을 텐데 원통하다” 하고 탄식하여 ‘원통이고개’라는 이름이 붙었다는 전설이 전해진다. 이후 굴포천은 일제 강점기 초기까지 자유곡류하는 형태를 유지한다.

### 일제 강점기
한강과 경인선 소사역(현 부천역), 부평역 사이의 부평평야 일대(부천군 계남면, 부내면, 오정면, 계양면, 김포군 양서면, 고양군 35개 리 일원)는 대체로 논과 초지로 구성된 지역이었다. 이 지역은 굴포천을 막아 공급하는 물 이외에는 수자원이 극히 부족하여 하늘에서 내리는 비에 농사를 의존하였고, 특히 여름에 호우가 오면 한강이 역류하고 하천이 넘쳐 수해를 자주 입었으므로 생산력이 좋지 못하였다. 이에 1922년 5월 2일 설립을 신청하여 1923년 4월 9일 설립된 부평수리조합에서 1923년 4월부터 1925년 3월까지 공사를 진행함으로써, 1941년 기준으로 4,120 정보의 면적이 관개의 수혜를 받게 되었다. 이 사업은 산미증식계획의 일환이면서도, 일본인에게 막대한 이득을 가져오는 사업이었다.
공사 내역은 김포군 김포면 신곡리에 배수갑문을 설치하여 한강물을 동부간선수로, 서부간선수로, 그 밖의 배수(排水)용 수로(이상 총 15,758간), 지선 용수로(用水路, 178,804간), 지선 배수로(排水路)로 흐르게 하고, 이와 함께 굴포천을 개수하여(개수 총 5,000간) 배수로로 쓰도록 하는 것이었다. 동부간선수로와 서부간선수로는 한강에서 남쪽 방향으로 0.1퍼밀 기울어져 있어서, 물의 공급이 용이하게 설계되었다. 더불어 이 조합에서는 김포군 양서면 개화리에서 고촌면 전호리까지 이어지는 제방(총 993간)을 새로 짓고, 고촌면 전호리에서 김포면 신곡리까지 이어지는 제방(총 499간)을 개수하였으며, 부평평야를 관통하는 중앙도로를 신설하였다.
조합의 창설은 대체로 부평평야 바깥쪽, 즉 경성과 인천에 사는 일본인 대지주가 주도하였다. 조합을 창설한 주체는 한다 젠시로(半田善四郞), 입송청일(笠松淸一), 스이즈미 미마츠(水津彌三松), 정인섭(鄭寅燮), 중촌복삼랑(中村福三郞), 마츠야마 츠네지로(松山常次郞) 등 6명이다. 한다 젠시로는 관개의 수혜를 받게 된 지역 내 토지를 가장 많이 소유(406정보)한 단일 주체로서, 이미 1918년 2월에 부평과 김포 일대에 한다농장(半田農場)을 설치한 바 있었다. 입송청일은 시흥군 영등포면에 살고 있었으며, 1913년 4월경부터 부천에서 농장을 경영하고 있었다. 스이즈미 미마츠는 부천군 계남면에 살고 있었으며, 1911년 4월경부터 역시 부천에서 농장을 경영하였다. 정인섭은 김포군 양서면 송정리의 이장이었다.
마츠야마 츠네지로는 경성에 살고 있었으며, 황해사(黃海社)의 사장이면서 부평수리조합의 초대 조합장이었고, 제1·제2함안수리조합과 연해(延海)수리조합을 창설하는 데에도 관여한 인물이었다. 마츠야마는 한다 젠시로와 함께 조합 설립 계획을 주도하였으나, 실질적인 조합 창설 단계에 이르자 토목회사인 황해사에 기대어 모든 권리를 장악하였다. 그러나 토목회사가 주도하여 설립된 수리조합은 그 태생상 설계부터 공사까지 단일 토목회사에 의존할 수밖에 없었으며, 따라서 부평수리조합의 관개 사업 역시 부실한 설계와 시공으로 이어질 수밖에 없었다. 즉 설립 당시 부평수리조합은 대체로 황해사 계열의 인물로 이루어져 있었으며, 120만 원 이상의 규모로 추정되는 이 공사 부정은 공사 청구, 감독, 시행이 모두 이들에 의하여 진행되었다는 구조적 문제로 인하여 빚어졌던 셈이다.
실제로 부평수리조합의 공사가 1925년 3월에 준공되었음에도 그 해 여름에 일대가 수해를 입었으며, 365,850원의 거금을 들여 보수를 완료한 뒤에야 제대로 물 공급을 할 수 있었다. 당시 제방이 무너져 2만6천 여 정보가 물에 잠겼으며, 계양면은 270호 이상이, 부내면은 310호 이상의 가옥이 무너지거나 유실되는 등의 피해를 입었다. 이렇듯 부정한 공사가 이루어진 사실은 1927년 7월 20일 마츠야마 등 다섯 명이 경성지방법원에 배임 및 불법행위 혐의로 고소된 후, 동년 8월부터 언론에 보도되면서 널리 알려졌다. 공사가 진행된 실태는 콘크리트 배합 불량, 권양기에 고철 사용, 서부간선수로의 잠관(潛管) 부실 시공 등이었다.
이에 총독부는 마츠야마와 당시 경기도지사 요네다 진타로(米田甚太郞)를 불러 수차례 대책을 논의하였고, 그 결과 마츠야마 등은 14만 원의 공사비를 내는 대신 형사 책임을 면하게 되었다. 총독부는 1927년 8월 27일 공사 개조 명령을 내렸으나, 공사비를 조달할 책임자를 두고 미루는 바람에 공사가 지연되면서, 실제 공사는 1928년 5월부터 1929년 5월까지 진행되었다.

### 대한민국
산업화 시기를 거치면서 일부 복개가 이루어졌다. 복개된 구간은 주로 도로와 주차장으로 쓰이고 있다. 복개되지 않은 구간은 직강화 공사가 훨씬 많이 진행되었으며, 콘크리트로 된 제방이 호안을 감싸고 있다.

## 복원
현재 굴포천은 1970년대 이후 부평지역의 도시개발사업의 확장에 따라 부평구청 이후 지류 구간이 끊어져 있기 때문에 앞으로 부평 미군부대가 철수하고 재개발사업을 하면 복원할 계획에 있다. 2008년 11월, 부평구청 앞부터 인천광역시-경기도 도계까지의 구간을 생태하천으로 복원하는 공사가 준공되었다.

## 지류
지류로는 산곡천, 세월천, 청천천, 동수천, 목수천, 돌내, 삼정천, 계산천, 여월천, 귤현천 등이 있다.

## 같이 보기
- 경인 아라뱃길
- 서부간선수로
- 동부간선수로

## 참고 문헌
- 李榮薰 (1992). 《近代朝鮮水利組合硏究》. 서울: 一潮閣. ISBN 8933702237.
- 朝鮮総督府臨時土地調査局 (1911). 《朝鮮地誌資料 京畿道 1》. 京城: 朝鮮総督府.
- 이승자 (2005년 2월). 《굴포천 유역의 지역 환경 변화 연구》 (석사학위논문). 한국교원대학교 교육대학원. 2019년 8월 4일에 확인함.